# Schreibheft (Zeitschrift)
Schreibheft, Zeitschrift für Literatur, ist eine Zeitschrift für internationale Literatur.

## Geschichte
Das Schreibheft, 1977 gegründet von Wilfried H. Bienek und Ulrich Homann, wird seit 1982 von Norbert Wehr in Essen herausgegeben. Es gilt als eine der führenden Literaturzeitschriften im deutschsprachigen Raum und wurde mit zahlreichen Preisen ausgezeichnet.
Im Jahr 1998 erschien ein fünfbändiger Reprint im Verlag Zweitausendeins (eine Auszeichnung, die vorher nur Karl Kraus’ Die Fackel, Klaus Manns Die Sammlung, Alfred Anderschs Texte und Zeichen, Peter Huchels Sinn und Form und Walter Höllerers und Hans Benders Akzente zuteilgeworden war).
Das von Norbert Wehr entwickelte redaktionelle Konzept der Zeitschrift besteht darin, einen Gegenstand – sei es ein Autor, ein Buch, eine literarische Gruppe, sei es die Literatur einer Sprache – in Schwerpunkt-Dossiers zu facettieren und möglichst viele O-Töne literarischer, biographischer, übersetzerischer oder wissenschaftlicher Auseinandersetzung zu versammeln. Keine Potpourris sollen so entstehen, keine Additionen guter und wichtiger Texte, Anspruch ist vielmehr, ein Gespräch zwischen Schriftstellern, ihren Büchern und Konzepten zu inszenieren sowie geistesverwandte Echo-Räume und kommunizierende Röhrensysteme herzustellen.
Mit diesem Anspruch hat das Schreibheft avancierte Literaturkonzepte in internationalen Literaturen aufzuspüren versucht, das heißt, es hat ausgedehnte Streifzüge durch die Literaturen Frankreichs, US-Amerikas und der ehemaligen Sowjetunion unternommen, hat Dossiers zu einzelnen Autoren zusammengestellt (zum Beispiel zu Louis-Ferdinand Céline, Malcolm Lowry, Hubert Fichte, Danilo Kiš, James Hamilton-Paterson, William Gass, Richard Powers, Mário de Sá-Carneiro, Louis Zukofsky, Helmut Heißenbüttel, Ezra Pound, Pier Paolo Pasolini, Inger Christensen), hat sich früh für die Literaturen kleiner Länder interessiert (zum Beispiel die niederländische, belgische, dänische, norwegische, polnische und kroatische) und hat immer wieder an Autoren erinnert, die an der Schwelle der Moderne standen und für heute schreibende Schriftsteller wegweisend waren.

## Rezeption
„Das Schreibheft ist das einzigartige A & O aller fortgeschrittenen (Welt-)Literatur-Kenner & -Liebhaber. Ein zweimal jährlich bestelltes weites Feld, auf dem man a) das kommende Gras wachsen hört und b) essayistisch geerntet wird.“ (Wolfram Schütte, Frankfurter Rundschau)

## Auszeichnungen
- 1988: Förderungspreis des Landes Nordrhein-Westfalen für junge Künstler
- 1989: Förderpreis zum Lessing-Preis der Freien und Hansestadt Hamburg
- 1994: Calwer Hermann-Hesse-Preis
- 1994: Alfred-Kerr-Preis
- 2001: Förderpreis zum Kurt-Wolff-Preis
- 2010: Literaturpreis Ruhr an den Verleger Norbert Wehr